# Erik Ortvad
Erik Ortvad (* 18. Juni 1917 in Frederiksberg bei Kopenhagen, Dänemark; † 29. Februar 2008 in Kvänjarp, Schweden) war ein dänischer Maler und Zeichner und seit 1948 Mitglied der Künstlervereinigung CoBrA.

## Leben und Werk
Erik Ortvad war Autodidakt und bekannt für farbenfrohe, surrealistische Malerei. Neben seinen Malereien veröffentlichte er unter dem Pseudonym Enrico zahlreiche satirische Zeichnungen. 1962 zog Ortvad nach Kvänjarp, Kronobergs län, Småland, Sweden. Er starb dort 2008.

„Erik Ortvad, Jahrgang 1917, gehört schon etwas länger zur Gruppe. Sein Werk nimmt um 1941/42 einen sehr eigenen, wildwüchsig-abstrakten Zug an. Den schemenhaften Gestalten, die gelegentlich darin sichtbar werden, haftet stets etwas Unfaßbares, Surrealistisches an.“

Ortvads Werke sind im Museum of Modern Art in New York, im Statens Museum for Kunst in Kopenhagen und vielen anderen renommierten Ausstellungshäusern zu sehen.